# Transports en Islande

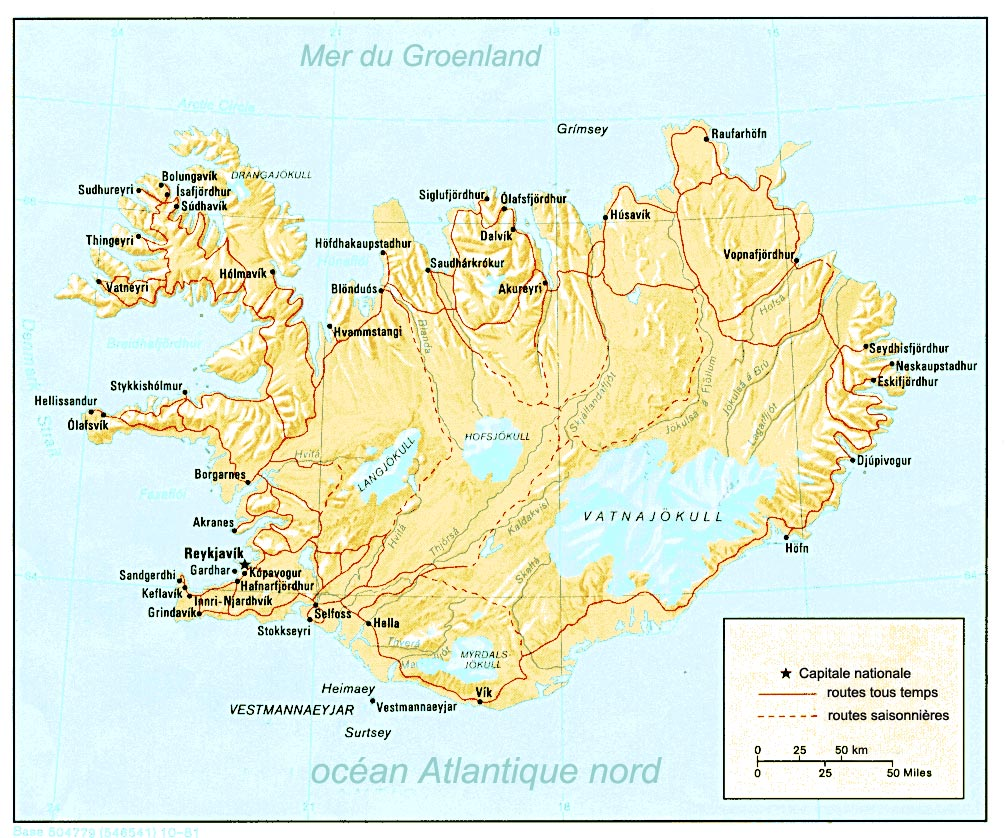
Routes principales et routes saisonnières en Islande

Le réseau de transport en Islande est principalement marqué par l'absence de chemins de fer et la prépondérance de la voiture.

## Routes
- Routes et pistes : 13 034 km
- Routes revêtues : 4 617 km
- Routes non-revêtues : 8 338 km

La route 1, principal axe routier du pays qui effectue le tour de l'île, fait 1 339 km. Elle est revêtue sur sa quasi-totalité. 
La compagnie de bus Austurleið dessert les principales ville du pays. Seule Reykjavik est dotée d'un système de transports en commun urbain régit par l'entreprise Strætó bs..
Jusqu'en 1968, la conduite s'effectuait à gauche. Imitant l'exemple suédois avec son Dagen H, l'Islande est passée à la conduite à droite le 26 mai 1968 à 6 heures du matin.
Les routes islandaises sont gérées par Vegagerðin.

## Chemin de fer
Il a existé plusieurs projets de transports publics par chemin de fer en Islande mais aucune n'a abouti. 

## Principaux ports
Akureyri, Hafnarfjörður, Ísafjörður, Keflavík, Reykjavik, Seyðisfjörður, Straumsvík, Heimaey (îles Vestmann)

## Transport aérien
- Aéroports : 98, dont
  - Piste revêtue : 5
    - supérieure à 3 047 m : 1
    - 1 524 à 2 437 m : 3
    - 914 à 1 523 m : 1

  - Piste non-revêtue : 93
    - 1 524 à 2 437 m : 3
    - 914 à 1 523 m : 29
    - inférieure à 914 m : 61

L'aéroport international de Keflavík est le seul aéroport d'Islande à être réellement de gabarit à accueillir des vols internationaux (en provenance et à destination de l'Europe et des États-Unis). Toutefois les aéroports de Reykjavik et d'Akureyri accueillent quelques vols en provenance et à destination du Groenland pour le premier et du Danemark pour le second.